# Сарга (приток Кобры)

Сарга — река в России, протекает в Нагорском районе Кировской области и в Койгородском районе Республики Коми. Устье реки находится в 202 км по правому берегу реки Кобра. Длина реки составляет 27 км, площадь водосборного бассейна 103 км².
Исток реки в Кировской области близ границы с Республикой Коми в 12 км к северо-востоку от посёлка Кобра (центр Кобринского сельского поселения). Река течёт на север по ненаселённому, частично заболоченному лесному массиву. Примерно в середине течения пересекает границу Кировской области и Коми. Впадает в Кобру в 25 км к югу от села Койгородок.

## Данные водного реестра
По данным государственного водного реестра России относится к Камскому бассейновому округу, водохозяйственный участок реки — Вятка от истока до города Киров, без реки Чепца, речной подбассейн реки — Вятка. Речной бассейн реки — Кама.
По данным геоинформационной системы водохозяйственного районирования территории РФ, подготовленной Федеральным агентством водных ресурсов:
- Код водного объекта в государственном водном реестре — 10010300212111100030764
- Код по гидрологической изученности (ГИ) — 111103076
- Код бассейна — 10.01.03.002
- Номер тома по ГИ — 11
- Выпуск по ГИ — 1